# Schusterella chevalieri
Schusterella chevalieri là một loài Rêu trong họ Jubulaceae. Loài này được (R.M. Schust.) S. Hatt., Sharp & Mizut. mô tả khoa học đầu tiên năm 1972.